# Списък с епизоди на „Морска сол“
Това е списък с епизоди на българския ситком „Морска сол“.
| Еп. № | Дата на излъчване | Заглавие                              | Сюжет |
| ----- | ----------------- | ------------------------------------- | --- |
| 1     | 2004              | „С ухо на стената“                    | Момчетата се скарват, защото единия не оставя другия да спи. Изведнъж чуват охкания от другата таванска стая и фантазията им заработва. След като разбират, че съседката се е сецнала, решават да занесат морска сол. Проблемът е, че нямат дори обикновена. Затова се спират на захарта. |
| 2     | 2005              | „Морска сол“                          | Момчетата се запознават с новите съседки и Емо и Соня и Митко и Таня започват да се свалят. Проблемът е, че Соня помисля Емо за оператор на филми, а не на хаспел. Емо и Митко се хващат на бас на по един шут в задника, че ще свалят момичетата. |
| 3     | 2005              | „Юфка със сирене“                     | Таня кани Митко на юфка със сирене за закуска, а Соня носи на Емо кафе в другата стая. Постепенно започват да се опознават. Междувременно Емо и Митко се хващат пак на бас, че Митко, ще спи с Таня. За да проработи плана, Митко кара Таня да се престорят, че са спали. |
| 4     | 2005              | „Чико и Киро“                         | Героите са нападнати внезапно от мутрата Чико, която разпитва за Червения. Соня обаче го поваля и го връзват. Оказва се, че Чико работи за бившето гадже на Соня, Киро Белезника. |
| 5     | 2005              | „Две в едно“                          | Коминочистачът изтърва капандурата на главата си и се налага Емо да го превърже и постепенно двамата се сприятеляват. Междувременно в другата стаичка Чико си е изпуснал пистолета предната вечер и момичетата се пазарят за колко да му го върнат. |
| 6     | 2005              | „Офертата на Киро“                    | Киро подарява телевизор на Соня и я моли да организира тържество по случай годишнината от сватбата му заедно със съквартирантите и така да спаси брака му, чиято история е започнала на тавана. В замяна той ще финансира фитнес студио за Соня и студио за татуировки за Емил. |
| 7     | 2005              | „Шампанско и сълзи“                   | Състои се тържеството. Съквартирантите организират пиеса, приличаща на живота на Киро и Фроси. Лошото е, че имената съвпадат и положението трябва да се замаже. |
| 8     | 2005              | „Пакетче семки“                       | Емо и Митко закъсняват с наема и хазяйката недоволства. Коминочистачът и бащата на Емил решават да правят съвместен бизнес със семки. |
| 9     | 2005              | „Колетът – изненада“                  | Пристига колет за Таня, но тя не е вкъщи. Куриерът Жорж има зъбобол и Соня предлага да го излекува. Докато слуша стенанията му зад вратата, Митко мисли, че със Соня правят секс и се мъчи да предупреди Емил, че Соня му изневерява. Емил е много щастлив, че най-накрая е напуснал работа. Митко наема от Киро два маунтинбайка за разходката си с Таня из Витоша, но Таня не може да кара колело. Чико има проблем с гъбичките и решава да си счупи краката, за да не зарази гаджето си. Накрая колета се скъсва и вътре има булчинска рокля. Оказва се, че лелята на Таня ще се жени. |
| 10    | 2005              | „Уговорките“                          | Емил не може да си намери работа и Киро му предлага да работи за него. В другата стаичка Соня тренира заедно с Чико за предстоящия и мач, но Чико има газове... Таня и Митко излизат на първа среща и Митко учи Таня да кара колело. След разходката Емо и Соня учудени ги заварват да пушат. |
| 11    | 2005              | „Изкушението на Соня“                 | Соня трябва да е във форма за мача, затова не трябва да кусва сладко, а това е непосилно за нея и моли Емо да и помогне. Работата стига чак дотам, че трябва да и се сложат белезници. В другия апартамет майката на Таня идва на гости и Таня е бясна, че я излага пред Митко. Майката се ядосва, че мъжът, когото сестра и е избрала за съпруг не е подходящ за нея. Междувременно с бащата на Емил се засичат по коридора и веднага си допадат. Киро предлага на Соня уреден мач срещу пари и учудващо, след кратък размисъл, тя се съгласява. |
| 12    | 2005              | „Мигреносомния“                       | Проблемите с наема продължават и хазяйката иска да изгони квартирантите. За да се избегне това, Митко трябва да проведе частен сеанс с нея. Стига се до консенсус – няма да ги гони, ако си платят наема за една година напред. |
| 13    | 2005              | „Тихата стъпка“                       | Квартирантите трябва да съберат 2000 лв. за да платят наема. Соня и Таня продават няколко гоблена на Фроси, Митко пуска фиш за Еврофутбол, а Емо и баща му решават да спечелят пари от белот срещу Чико и Киро, но ги пропиляват. В крайна сметка наемът обаче е платен. Един гадател дължи услуга на Митко и му дава печеливша комбинация. |
| 14    | 2005              | „На никого нито дума“                 | Фишът наистина се оказва печеливш и в радостта си Соня и Митко се целуват. Емо ги заварва и с Таня решават да си го върнат и се преструват, че са спали заедно, за да ги накарат да ревнуват. Соня и Митко подготвят пир по случай печалбата в другата стая. |
| 15    | 2005              | „Мелахонличната, лудата и загадъчния“ | Митко, Соня и Таня започват да се държат странно след като Митко е вече богат. Хазяйката води купувач да квартирите, но Митко решава той да ги откупи. |
| 16    | 2005              | „Сбъднати мечти“                      | След като Митко е вече богат, обещава на съквартирантите, че ще им изпълни по една мечта. Таня мечтае да се срещне с дядо Стефчо и да има плюшен мечок, Соня – да замине за Рио по време на карнавала и да се запознае с Митьо Крика, а Емо иска Харли Дейвидсън или Порше, само че мечтата му е твърде скъпа... |
| 17    | 2005              | „Фитнес“                              | Соня отваря официално фитнес студиото, но възниква спор за името. Чико се хвали, че е прочел „Робинзон Крузо“. Емо ревнува Соня от Киро. Бизнесът не потръгва и Соня се ядосва. Проблемът е, че клиенти са майки с деца и няма кой друг, освен Емо да ги гледа. |
| 18    | 2005              | „Ателието за татуировки“              | Отваря и ателието за татуировки, обаче за целта Емо трябва да се научи да работи с компютър, а той си няма никакво понятие, затова Митко му поставя ултиматум, като Емо трябва да положи изпит. Емо обаче до такава степен се увлича, че се пристрастява към компютъра и Митко се отчайва. Междувременно майката на Таня и бащата на Емо ще се женят. |
| 19    | 2005              | „?“                                   | |
| 20    | 2005              | „Собственици“                         | Емо и Таня решават да пишат на майка си и баща си в Лас Вегас и се скарват. Киро иска да стане съдружник на Емо, обаче Емо е непреклонен. Затова Киро моли Соня да го съблазни и да го навие, иначе той ще взима печалбата от фитнес студиото. Чико се оплаква на Бохос, че Киро не се държи добре с него. Митко прави изненада на Таня, като имитира Елвис, но се оказва, че тя не го харесва. |
| 21    | 2005              | „Правим го“                           | Двойките си устройват романтичини вечери в двете стаички, но настава пълен хаос. Оказва се, че Емо е от Левски, а Соня – от ЦСКА. Таня мисли, че Шекспир е бил гей, а Митко съвсем не е съгласен. Двойките се разделят и спират да си говорят, а Бохос учуден наблюдава номерата, които си правят. Чувствата обаче не изстиват. |
| 22    | 2005              | „Лунатици“                            | Жорж носи на Соня картичка от Майорка, подписана от някакъв човек на име Никол, а междувременно тя получава писмо от чичо и, който търси дъщеря си. Братовчедка и, Анелия, наистина е в София, но в апартамента на момчетата, и то в леглото с Митко. Оказва се, че картичката е за Анелия от гаджето и Никол в Испания. |
| 23    | 2005              | "Сметката I"                          | Сметката на телефона на момчетата е трицифрена сума. Хазяйката също е притеснена, тъй като телефона все още се води на нейно име. Двамата с Митко започват разследване... |
| 24    | 2005              | "Сметката II"                         | Анелия отсяда на гости за няколко дни при братовчедките си. Предполагат, че тя е навъртяла космическата сума, защото е звъняла на гаджето си в чужбина. Оказва се обаче, че Таня е набрала точно време в Ню Йорк и оставила слушалката отворена. Емо замазва положението като поема вината върху себе си и така отново печели сърцето на Соня. |
| 25    | 2005              | „Законът на джунглата“                | Киро започва бизнес с озвучаване на филми, като озвучители на детските приказки са Чико и Таня. Чико обаче има проблеми с четенето. Уволняват Соня от работа. Митко дава секс-консултации по телефона и се оказва, че говори с Емо. |
| 26    | 2005              | „Порно“                               | Киро наема Анелия за озвучаване на порно-филми. Митко е категорично против и двамата се скарват. Чико не може да получи така желаното повишение. |
| 27    | 2005              | „Глупави влюбени“                     | Таня се опитва да стане вегетарианка. Емо си купува книга за йоги и започва да тренира, като най-сетне се избавя от вредния си навик да си гризе ноктите. Хазяйката чака своята любов, боцман, да се върне от пътуване до ОАЕ, но си остава само с обещанията му. |
| 28    | 2005              | „Малките неща“                        | Отношенията между Жорж и Таня се задълбочават. Емо и Митко си сменят местата за ден и последиците са ужасни. |
| 29    | 2005              | „Джоджен и уиски“                     | Братовчедът на Емо, Добромир, кондуктор, идва на гости на момчетата заедно с началника си и те са разочаровани, че им се натриса, дори с преспиване. В другия апартамент хазяйката и момичетата умуват, че полицаи въртят търговия на черно с момчетата, тъй като хазяйката ги е взела по погрешка в тъмното за полицаи. Миро наистина има план да продават на чужденците джоджен, мерудия, вино и т.н. Двамата с Митко се напиват. Хазяйката се влюбва в шефа на Добромир, Мирослав. |
| 30    | 2005              | „Клада на любовта“                    | Хазяйката и началника веднага си допадат, и то дотолкова, че хазяйката започва да говори в поезия. Митко вече е твърдо решен да направи Таня жена и двамата си прощават. |
| 31    | 2005              | „Бомбата“                             | Соня бие коминочистача на баскетбол. Хазяйката не иска началника да тръгва, затова съобщава за бомба във влака, в който той трябва да се качи и така той остава за по-дълго при нея. Миро организира рекламна програма за чужденците с участието на Емо, Митко, Соня и коминочистача. |
| 32    | 2005              | „Прилики и разлики“                   | Рокерът Наум ще си прави татуировка при Емо и брат му Климент е сигурен, че е намислил нещо. Емо се оплаква, че Соня се държи много грубо с него. Таня все още не може да прости на Митко и решава да покаже лошата си страна. |
| 33    | 2005              | „Мисионерката“                        | Миро води партийна лидерка, която изнася лекции на квартирантите. Таня и Соня решават да станат членове на партията и, като заплащат съответната такса. По-късно чуват по новините, че се издирва измамничка, представяща се за партийна лидерка... |
| 34    | 2005              | „Любовни палачинки“                   | След бурна нощ с началник-влака, хазяйката кани момчетата на закуска с палачинки при Таня и Соня. Миро не оставя цяла нощ момчетата да спят, а шефът му не излиза от тоалетната и Митко не може да устиска и трябва да отиде при момичетата, обаче се притеснява, че Таня е там, защото тя още му е сърдита и Соня я смъмря, че не е постъпила както трябва с него. Миро продължава да нахалства и взима машинката на Митко за почистване на косми, ножичката му и др. Миро от своя страна недоволства, че и на него му използват пастата и клечките за зъби, критикува ги, че са негостоприемни и съвсем им се качва на главата. Митко го заплашва и ги гони, Хазяйката ги приютява.                                                                             |
| 35    | 2005              | „Ток шоу“                             | Братовчедът на Емо гръмва ел. уреди наред – ютията на момчетата, тази на момичетата, плюс сешоара и печката им и тостера, тъй като не дава на Жорж да пие кафе на гладно. Митко оправя тока който спира „през 5 минути“, естествено заради Миро. После Миро отива да смени главния бушон, когато токът гръмва. Димитър е поканен да стане домоуправител и се мъчи да се справи със ситуацията, защото иначе Миро може да развали цялата ел. инсталация. Хазяйката и началник влака обещават на Митко заветното място на домоуправител, но срещу услуга – и тази нощ Миро да спи при Емо и Митачката. Митко не се съгласява, но ще си помисли. Той влиза в стаята си и светва. В този момент токът отново гръмва. Ядосан, Митко извиква: "Еее, тая няма да стане!" |